# Criorhina pachymera
Criorhina pachymera là một loài ruồi trong họ Ruồi giả ong (Syrphidae). Loài này được Egger mô tả khoa học đầu tiên năm 1858. Criorhina pachymera phân bố ở vùng Cổ Bắc giới